# Myrmica ademonia
Myrmica ademonia là một loài kiến được miêu tả ban đầu ở Nga.